# Glauco (sommergibile 1905)
Il Glauco è stato un sommergibile della Regia Marina.

## Storia
Una volta in servizio fu impiegato nell'addestramento al largo delle coste adriatiche, effettuando numerose crociere per verificarne le prestazioni.
Prese parte alle esercitazioni del 1906, nelle acque di Taranto, e del 1908, in Mar Tirreno.
Nell'agosto 1914 fu assegnato alla IV Squadriglia Sommergibili con base a Venezia; comandante del sommergibile era il tenente di vascello Paolo Tolosetto Farinata degli Uberti.
All'ingresso dell'Italia nel primo conflitto mondiale era caposquadriglia della squadriglia sommergibili di Brindisi (lo comandava ancora Farinata degli Uberti, frattanto divenuto capitano di corvetta).
Nel 1916 fu dislocato a Taranto, andando a formare un gruppo autonomo con il gemello Otaria.
Nel maggio 1916 – comandante dell'unità era il tenente di vascello Achille Gaspare Chinaglia – fu dislocato a Valona.
Disarmato a Taranto nell'agosto 1916 ed assegnato al Gruppo dei sommergibili disarmati, rimase nel porto pugliese sino al 1921, quando fu ceduto al Lloyd marittimo Rumeno.
Nel corso della guerra il Glauco aveva svolto 65 missioni (prevalentemente difensive nelle acque di Bari, Barletta e Valona) per totali 296 ore di navigazione in superficie e 252 in immersione.

## Motto
Il nome Glauco sarebbe stato ereditato da un battello varato nel 1935 che prese parte al secondo conflitto mondiale. I due sommergibili avevano lo stesso motto, Gloria audaciae comes ("La gloria è compagna dell'audacia"), che nella Marina Militare verrà assegnato anche al cacciatorpediniere lanciamissili Audace (D 551).